# Колос (жіночий футбольний клуб, Полтава)
Жіночий футбольний клуб Колос (Полтава) або просто «Колос»  — український футбольний клуб з міста Полтава, в центральній частині країни. У 2000—2005 році виступав у Вищій лізі України.

## Хронологія назв
- 2000: ЖФК «Юність» (Полтава)
- 2003: ЖФК «Колос» (Полтава)
- 2005: клуб розформовано

## Історія
Футбольний клуб «Юність» засновано 2000 року в місті Полтава. У сезоні 2000 року команда стартувала у Вищій лізі України, де посіла 2-ге місце в 1-й групі. Протягом наступних двох сезонів посідав 3-тє місце в 2-й групі. У 2003 році змінив назву на «Колос» і, зайнявши третє місце в групі 1, вийшов до фінального етапу турніру, в якому став шостим. Наступного року фінішував на 5-му місці. У 2005 році команда розпочала сезон на найвищому рівні, але після закінчення весняної частини чемпіонату відмовилася від подальших виступів через фінансові труднощі й зайняла останнє дев’яте місце.

## Клубні кольори, форма, герб, гімн
| Зелений | Білий |

Клубні кольори — зелений та білий. Футболістки зазвичай грали свої домашні матчі в білих футболках, білих шортах та білих шкарпетках.

## Досягнення
- Вища ліга України
  -  Срібний призер (1): 2000 (група «А»)

- Кубок України
  - 1/4 фіналу (2): 2004, 2005

## Структура клубу

### Стадіон
Домашні матчі проводив на стадіоні «Ворскла» у Полтаві, який вміщує 24 795 глядачів.

### Інші секції
Окрім дорослої команди в клубі функціонувала молодіжна та дитяча команда, які виступали в міських турнірах.

## Дербі
- «Арсенал» (Харків)
- «Спартак» (Суми)